# Union radio-scientifique internationale
L'Union radio-scientifique internationale (URSI) est l’une des 26 unions affiliées au Conseil international pour la science. Elle fut créée à Bruxelles en 1919, lors de l’Assemblée constitutive de ce Conseil, en remplacement de la Commission internationale de télégraphie sans fil et en même temps que l'Union astronomique internationale, l'Union géodésique et géophysique internationale et l'Union internationale de chimie pure et appliquée.

## Missions
Le but initial de cet organisme était d’encourager les études scientifiques de radiotélégraphie, et surtout celles d’entre elles qui exigeaient une collaboration internationale. Depuis lors, évidemment, la radiotélégraphie a cessé d’être la seule méthode disponible pour la transmission de l’information au moyen des ondes radioélectriques. Les progrès pour ainsi dire fulgurants réalisés au cours des décennies écoulées ont entraîné l’expansion du domaine d’intérêt de l’URSI. Celui-ci couvre actuellement « tous les aspects scientifiques des télécommunications utilisant les ondes électromagnétiques guidées et non guidées, la production et la détection de ces ondes, ainsi que le traitement des données dont elles sont porteuses. »

## Organisation
L'URSI est organisé en commission :
- A : Théorie électromagnétique, mesures et standards
- B : Champs et ondes, théorie électromagnétique et applications
- C : Systèmes de radio-communication et traitement du signal
- D : Électronique et photonique
- E : Bruit électromagnétique et interférences
- F : propagation des ondes et captage à distance (atmosphère planétaire, surfaces et sous-surfaces)
- G : Propagation radio ionosphérique (incluant la communication ionosphérique et le captage à distance d'un média ionisé)
- H : Ondes dans le plasma (plasma en laboratoire et dans l'espace)
- J : Radioastronomie
- K : Électromagnétisme en biologie et en médecine

Les assemblées générales et symposiums scientifiques de l’URSI ont lieu tous les trois ans pour faire le point de l’état d’avancement des recherches et pour établir les programmes des études futures.
URSI poursuit des projets en collaboration avec d´autres Unions ou comites du Conseil international pour la science, par exemple avec le Committee on Space Research (COSPAR): International reference ionosphere .
Un grand nombre de pays disposent d'un comité national, qui dispose d'un siège au conseil de l'URSI et de droits de vote qui dépendent de sa cotisation. En France, il s'agit du "Comité national français de radioélectricité scientifique", dont la dénomination courante est URSI-France (www.ursi-france.org).